# Wyspy Cooka na Mistrzostwach Świata w Lekkoatletyce 2009
Wyspy Cooka na Mistrzostwach Świata w Lekkoatletyce 2009 reprezentowane były przez 2 zawodników – 1 kobietę i 1 mężczyznę. Żaden z tych sportowców nie zdobył medalu na tych MŚ.

## Lekkoatleci

### Rzut dyskiem kobiet
- Tereapii Tapoki - 37. miejsce w kwalifikacjach - 45.29 m

### Bieg na 100 m mężczyzn
- Tiraa Arere - 81. miejsce w kwalifikacjach - 11.55 sek.